# Euronext 100
Euronext 100 — фондовый индекс панъевропейской биржи Euronext NV.
Составляется из крупнейших и наиболее ликвидных активов, обращающихся на Euronext. Каждый актив должен иметь скорость обращения 20 % в год или в обороте за год участвует не менее 20 % от этого вида актива. Индекс пересматривается ежеквартально на основе анализа объёмов и ликвидности активов. Активы, включённые в индекс составляют примерно 81 % от общей капитализации рынка (на 31 декабря 2000).

## Внешние ссылки
- Состав компаний Euronext 100.